# NANOS1
NANOS1 (англ. Nanos C2HC-type zinc finger 1) – білок, який кодується однойменним геном, розташованим у людей на короткому плечі 10-ї хромосоми. Довжина поліпептидного ланцюга білка становить 292 амінокислот, а молекулярна маса — 30 230.
| 10         |  | 20         |  | 30         |  | 40         |  | 50         |
| ---------- |  | ---------- |  | ---------- |  | ---------- |  | ---------- |
| MEAFPWAPRS |  | PRRGRAPPPM |  | ALVPSARYVS |  | APGPAHPQPF |  | SSWNDYLGLA |
| TLITKAVDGE |  | PRFGCARGGN |  | GGGGSPPSSS |  | SSSCCSPHTG |  | AGPGALGPAL |
| GPPDYDEDDD |  | DDSDEPGSRG |  | RYLGSALELR |  | ALELCAGPAE |  | AGLLEERFAE |
| LSPFAGRAAA |  | VLLGCAPAAA |  | AAATTTSEAT |  | PREERAPAWA |  | AEPRLHAASG |
| AAAARLLKPE |  | LQVCVFCRNN |  | KEAMALYTTH |  | ILKGPDGRVL |  | CPVLRRYTCP |
| LCGASGDNAH |  | TIKYCPLSKV |  | PPPPARPPPR |  | SARDGPPGKK |  | LR         |

A: Аланін

C: Цистеїн

D: Аспарагінова кислота

E: Глутамінова кислота

F: Фенілаланін

G: Гліцин

H: Гістидин

I: Ізолейцин

K: Лізин

L: Лейцин

M: Метіонін

N: Аспарагін

P: Пролін

Q: Глутамін

R: Аргінін

S: Серин

T: Треонін

V: Валін

W: Триптофан

Кодований геном білок за функцією належить до репресорів. 
Задіяний у такому біологічному процесі, як регуляція трансляції. 
Білок має сайт для зв'язування з іонами металів, іоном цинку, РНК. 
Локалізований у цитоплазмі.